# Kalkachsenkorallen
Die Kalkachsenkorallen (Scleraxonia) waren eine Gruppe gorgonienähnlicher Korallen, bei denen die Zentralachse (Medulla) aus mehr oder weniger zusammengewachsenen Skleriten besteht. Sie wird nicht, wie bei den Gorgonien der Unterordnungen Calcaxonia und Holaxonia durchgehend durch das hornähnliche Gorgonin verstärkt. Allerdings gibt es Arten, bei denen die Sklerite einzelne, als Nodien bezeichnete Knoten bilden, die flexibel durch Gorgonin verbunden sind. Die Koralle erhält so mehr Beweglichkeit. Neueren Forschungen zufolge sind sie lediglich ein informelle Gruppe und haben keine taxonomische Bedeutung mehr.

## Familien
- Anthothelidae Broch, 1916
- Briareidae Gray, 1859
- Coralliidae
- Melithaeidae
- Paragorgiidae
- Parisididae
- Subergorgiidae

Zu den Kalkachsenkorallen zählen die Edelkoralle (Corallium rubrum) aus dem Mittelmeer und die in vielen Meerwasseraquarien gepflegte krustenartig wachsende Briareum.